# Rudolph Zallinger
Rudolph Franz Zallinger (* 12. November 1919 in Irkutsk; † 1. August 1995) war ein US-amerikanischer Maler, der für Wandmalereien und Illustrationen bekannt war, insbesondere The Age of Reptiles im Peabody Museum of Natural History.
Sein Vater war ein österreichischer Kriegsgefangener (und Künstler) im Ersten Weltkrieg in Sibirien, seine Mutter die Tochter eines polnischen Bauingenieurs, der für die Transsibirische Eisenbahn arbeitete. Sie wanderten mit ihrem noch nicht ein Jahr alten Sohn nach Seattle aus, wo Zallinger aufwuchs.
Zallinger studierte an der Yale School of Fine Arts, wobei er sich auf Illustrationen spezialisierte, und lehrte danach in Yale. 1942 erhielt er den Bachelor of Fine Arts in Malerei (und 1972 einen Master of Fine Arts in Yale). 1950 zog er wieder nach Seattle.
The Age of Reptiles im Peabody Museum (Great Hall) war mit einer Länge von 34 m und einer Höhe von 4,9 m eine Zeitlang das weltweit größte Wandgemälde (in Fresko-Technik erstellt). Es umfasst Darstellungen von Dinosauriern (wie Apatosaurus, Tyrannosaurus, Triceratops, Stegosaurus, Allosaurus, Ankylosaurus, Pteranodon, Archaeopteryx) und anderen fossilen Lebewesen vom Devon bis zur Kreide. Zallinger stellte das Gemälde beginnend 1943 in drei Jahren (und weiteren anderthalb Jahren Vorarbeiten und Studien) 1947 fertig. Die Arbeit wurde vom Direktor des Peabody-Museums Albert E. Parr initiiert (der ihn 1942 für die Zeichnung mariner Algen engagiert hatte) und von dessen Nachfolger (ab 1942) Carl O. Dunbar wissenschaftlich begleitet und beaufsichtigt. Zallinger absolvierte dafür einen speziellen Kurs in Paläontologie und vergleichender Anatomie durch die Wissenschaftler des Museums (wie Richard Swann Lull). 1949 erhielt er dafür eine Pulitzer-Award in Malerei. Das Gemälde war 1970 auf einer US-Briefmarke. 1961 bis 1967 folgte The age of Mammals im Pulitzer Museum, gesponsert von Life Magazine (und auf Wunsch von Dunbar). Nachdem er 1952 einen entsprechenden Auftrag von Life Magazine erhalten hatte, kehrte er 1953 nach Yale für weitere Studien zurück (als Fellow of Geology), die Finanzierung für das Wandgemälde kam aber erst in den 1960er Jahren zustande. Es hat eine Länge von 18,3 m. Zallinger war Artist in Residence auf Lebenszeit des Peabody Museum. Hauptsächlich arbeitete er aber als freischaffender Künstler für Buchillustrationen und Magazine.
Von ihm stammen weitere Illustrationen zum Beispiel für Life Magazine. Er malte fossile Meeresreptilien, weitere Dinosaurier (Illustrationen für Dinosaurs, Golden Press 1960) den Regenwald von Surinam, Rituale des Cro-Magnon-Menschen (The Dawn of Religion), Tiere und Vögel mit seiner Ehefrau, der Malerin Jean Zallinger (Jean Day, sie lernten sich als Kunststudenten kennen), über das minoische Kreta und die russische Revolution. Bekannt ist auch seine Illustration March of Progress zur Evolution des Menschen, beginnend mit einem tänzelnden Affen und endend mit dem aufrecht gehenden Homo sapiens. Sie erschien im Time-Life-Bildband Early Man von F. Clark Howell 1965. Gemälde von ihm sind in Privatsammlungen, in den Sammlungen der Yale University und des Seattle Art Museum.
Außer in Yale unterrichtete er in der Hartford Art School der University of Hartford in West Hartford und der Paier School of Art in Hamden.
1980 erhielt er die Addison-Emery-Verrill-Medaille. 1941 erhielt er eine ehrenvolle Erwähnung für den Prix de Rome. Er war Ehrendoktor der University of New Haven.
Er hatte mit Jean Zallinger drei Kinder.